# Madison McFerrin
Madison McFerrin (Los Angeles, 1991. november 5. –), amerikai énekesnő, dalszerző; Bobby McFerrin lánya. Édesanyja Debbie Green. Testvérei: Taylor McFerrin, zenész és Jevon McFerrin,  színész. Apai nagyapja Robert Keith McFerrin, operaénekes − az első fekete férfi, aki a New York-i New York-i Metropolitan Operában énekelt.

## Pályafutása
McFerrin első lemeze 2016-ban jelent meg: egy három számot tartalmazó EP „Finding Foundations, Vol. 1.” címmel. 2023-ban a Variety ezt írta: „Madison McFerrin három EP-vel és számos kislemezzel megalapozta... független karrierjét.”
McFerrin 2023. február 22-én adta ki a „(Please Don't) Leave Me Now” című kislemezét, amelyben élete egy halálközeli élményére utalt. Ugyanezen a napon jelentette be debütáló stúdióalbumát, az „I Hope You Can Forgive Me"-t. A „(Please Don't) Leave Me Now” című dalhoz videoklip is készült. A „The Fader” a dalt átjárásnak nevezte a hangulatos klubzenétől egy grandiózusabb színpadra. 
McFerrin Melismata Mama néven lemezlovasként működött közre a Rolling Stone magazin és a Bumble által 2023. tavaszán szervezett a új, „igéretes női hangok” koncerten.
A Rolling Stone magazin „Run” című dalát a 2023-as Top 100 dal közé sorolta, és a lista „talán legmeggyőzőbb történetének” nevezve, mely szerint üknagymamája a rabszolgaság elől menekült. A számban arra biztatja őseit, hogy igen, a menekülés megéri; és édesapja, Bobby McFerrin is megénekelte őt.
McFerrin „GUILTY” című kislemezét 2021-ben vették fel válaszul George Floyd meggyilkolásásának elítélésére.

## Albumok
- 2023: I Hope You Can Forgive Me
- 2025: Scorpio

## Egyebek
Madison McFerrin számos médiumtól kapott elismerést, többek között a Pitchforktól, amely 2018-ban igéretes előadónak nevezte, az NPR-től, amelynek a Tiny Desk koncertsorozatán is szerepelt. Fellépett olyan jelentős helyszíneken is, mint a Lincoln Center és a Central Park „SummerStage”. Olyan előadókkal lépett színpadra, mint a De La Soul és a The Roots.

## Fordítás
- Ez a szócikk részben vagy egészben  a   Madison McFerrin című angol Wikipédia-szócikk ezen változatának fordításán alapul.  Az eredeti cikk szerkesztőit annak laptörténete sorolja fel. Ez a jelzés csupán a megfogalmazás eredetét és a szerzői jogokat jelzi, nem szolgál a cikkben szereplő információk forrásmegjelöléseként.